# NGC 7694
NGC 7694 est une galaxie irrégulière magellanique particulière située dans la constellation des Poissons  à une distance d'environ 28,3 ± 2,0 Mpc (∼92,3 millions d'al) de la Voie lactée. NGC 7694 a été découverte par l'astronome germano-britannique William Herschel en 1789. NGC 7694 est une galaxie active de type Seyfert 2.
NGC 7694 et NGC 7695 forme sans doute une paire de galaxies, même si aucune des sources consultées ne le mentionnent. 

## Caractéristiques

### Distance
Sa vitesse par rapport au fond diffus cosmologique est de 1 917 ± 26 km/s, ce qui correspond à une distance de Hubble de 28,3 ± 2,0 Mpc (∼92,3 millions d'al).

### Galaxie active
Selon la base de données Simbad, NGC 7694 est une candidate au titre de galaxie active de type Seyfert 2.

## Paire de galaxies

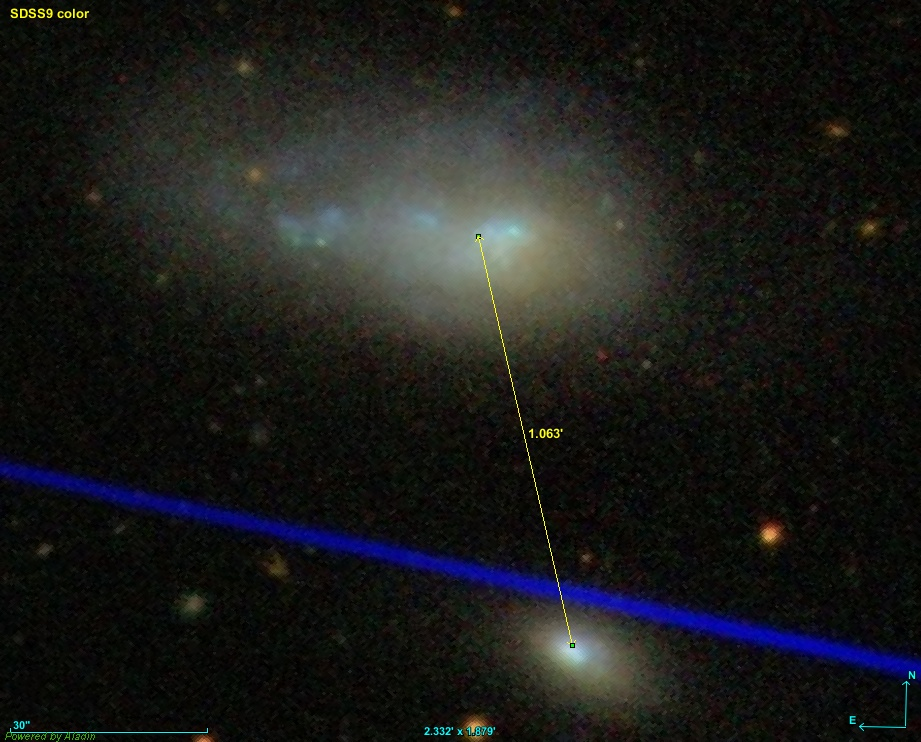
Une paire de galaxies ? De nombreuses régions de jeunes étoiles bleues dans NGC 7694 au nord.

La distance de NGC 7694 égale à  est presque que la même que celle de NGC 7695 égale à 28,80 ± 2,26 Mpc (∼93,9 millions d'al). Ces deux galaxies ne sont qu'à environ 1° l'une de l'autre. Il pourrait fort bien s'agir d'une paire de galaxies, mais aucune des sources consultées ne le mentionnent.
Il existe d'ailleurs peu de publications au sujet de ces deux galaxies. Google Scholar indique sept publications pour NGC 7694 et le mot « pair » n'est dans aucun des articles. Pour 7695, que deux publications et aussi l'absence de l'indicatio de paire dans les titres.